# Decapauropus sequanus
Decapauropus sequanus är en mångfotingart som först beskrevs av Paul Auguste Remy 1930.  Decapauropus sequanus ingår i släktet Decapauropus och familjen fåfotingar. Inga underarter finns listade i Catalogue of Life.